# Immoble catalogat (Regne Unit)
Un immoble catalogat (listed building) al Regne Unit és una construcció d’interès arquitectònic o històric especial que rep protecció legal. Les llistes oficials són gestionades per Historic England (Anglaterra), Historic Environment Scotland (Escòcia), Cadw (Gal·les) i la Historic Environment Division d’Irlanda del Nord. El sistema de classificació varia segons cada territori, i només amb autorització de les autoritats de planejament es poden enderrocar, ampliar o modificar aquests béns.
A més dels edificis, també poden catalogar-se estructures com ponts, monuments, escultures, memorials de guerra o fins i tot passos de vianants emblemàtics. En alguns casos els propietaris estan obligats a conservar-los i poden ser sancionats si no ho fan.  Altres jaciments i restes històriques, com Stonehenge, estan protegits per legislacions específiques com a monuments protegits.

## Context
La protecció dels edificis al Regne Unit té l’origen en la Segona Guerra Mundial, quan la destrucció causada pels bombardeigs alemanys impulsà la necessitat de preservar construccions de valor arquitectònic, com la catedral de St Paul, catalogada de Grau I el 1950. Ja existia un precedent parcial amb l’Ancient Monuments Protection Act de 1882, però només afectava monuments antics i no edificis habitats. Durant la guerra, el Govern encarregà a arquitectes del Royal Institute of British Architects i de la Society for the Protection of Ancient Buildings la redacció d’un primer registre, que servia per decidir si un immoble danyat havia de ser reconstruït. A Escòcia, la iniciativa havia començat fins i tot abans, el 1936, amb un inventari promogut pel marquès de Bute i elaborat per l’arquitecte Ian Lindsay. El sistema es consolidà amb la Town and Country Planning Act de 1947 per a Anglaterra i Gal·les i amb la legislació equivalent per a Escòcia i Irlanda del Nord, establint les bases del procés de catalogació vigent.

## Criteris de catalogació
Pràcticament qualsevol construcció pot ser catalogada si té interès històric o arquitectònic especial, des de cabines telefòniques i senyals viaris fins a castells. Historic England ha establert vint categories generals d’estructures i ha publicat guies de selecció amb criteris i context històric per avaluar-les. El 2020, el Tribunal Suprem confirmà que, per ser inclosa en el sistema, una construcció ha de complir el denominat Skerritts test, que valora la mida, la permanència i el grau de fixació física al terreny. Organismes equivalents a Escòcia i Gal·les, com Historic Environment Scotland i Cadw, també elaboren directrius per als propietaris.
Al Regne Unit, qualsevol persona pot sol·licitar la catalogació o descatalogació d’un edifici, fins i tot sense ser-ne el propietari. A Anglaterra, el procediment es tramita en línia a través d’Historic England, que avalua la sol·licitud i assessora el Secretari d’Estat, responsable de la decisió final. Aquest pot demanar informes addicionals abans de confirmar la inscripció o retirada d’un immoble del registre oficial.

## Registres per nacions del Regne Unit

### Anglaterra
A Anglaterra, la National Heritage List for England (2011) reuneix en una base de dades consultable en línia més de 400.000 elements patrimonials designats, incloent-hi edificis catalogats, monuments protegits, parcs i jardins registrats, restes històriques submarines, camps de batalla i llocs declarats Patrimoni de la Humanitat. El 1991 s’inicià un registre d’edificis en risc, ampliat el 1998 i rebatejat Heritage at Risk el 2008, que avui abasta tots els béns catalogats i es pot consultar en línia.

### Escòcia
A Escòcia, els edificis catalogats i altres béns patrimonials es poden consultar a les plataformes de Historic Environment Scotland i Pastmap. El 1990 es creà el Buildings at Risk Register for Scotland per identificar edificis en desús o en mal estat. Inicialment gestionat per Historic Scotland i RCAHMS, des de la fusió dels organismes és responsabilitat del Historic Environment Scotland.

### Gal·les
A Gal·les, Cadw manté un registre cartogràfic consultable en línia dels edificis catalogats. Els llistats d’edificis en risc són elaborats per les autoritats locals de planejament, amb suport de Cadw, que el 2009 publicà un informe específic. Paral·lelament, l’equip d’emergències de la Royal Commission on the Ancient and Historical Monuments of Wales documenta aquells immobles amenaçats de destrucció, alteració greu o degradació.

### Irlanda del Nord
A Irlanda del Nord, la Northern Ireland Buildings Database recull tots els edificis catalogats del territori i permet consultar-ne els detalls en línia.

### Altres
Existeixen iniciatives voluntàries com British Listed Buildings Online, que ofereix informació de consulta sobre edificis catalogats d’Anglaterra, Gal·les i Escòcia, organitzada per país, comtat i parròquia, amb suport cartogràfic i, quan n’hi ha, material fotogràfic.